# 8486 Asherschel
8486 Asherschel eller 1989 QV är en asteroid i huvudbältet som upptäcktes den 26 augusti 1989 av den australiensiske astronomen Robert H. McNaught vid Siding Spring-observatoriet. Den är uppkallad efter den brittiske astronomen Alexander Stewart Herschel.
Asteroiden har en diameter på ungefär 11 kilometer.